# Epitrit
Epitrit (auch Epitritos, Epitritus; griechisch ἐπίτριτος epitritos „ein Ganzes und ein Drittel enthaltend“; lateinisch epitritus) ist in der antiken Verslehre ein Versfuß, in dem eine kurze Silbe drei langen Silben gegenübersteht. Mögliche Anordnungen im Schema sind entsprechend der Position der kurzen Silbe:
1. ◡——— (epitritus primus)
2. —◡—— (epitritus secundus)
3. ——◡— (epitritus tertius)
4. ———◡ (epitritus quartus)

Die 4 Varianten sind bereits in der Liste mit Versfüßen des Dionysios Thrax enthalten.
Der alexandrinische Grammatiker Hephaistion gibt in seiner Aufzählung von Versfüßen noch zusätzliche Namen für die Varianten an, nämlich Karikos (Epitrit 2), Podios (Epitrit 3) und Monogenes (Epitrit 4). 
Verse, in denen sich daktylische und epitritische Füße abwechseln, werden mit einem von August Rossbach und Rudolf Westphal eingeführten Begriff als Daktyloepitrit bezeichnet.